# Etiopiens järnvägsnät

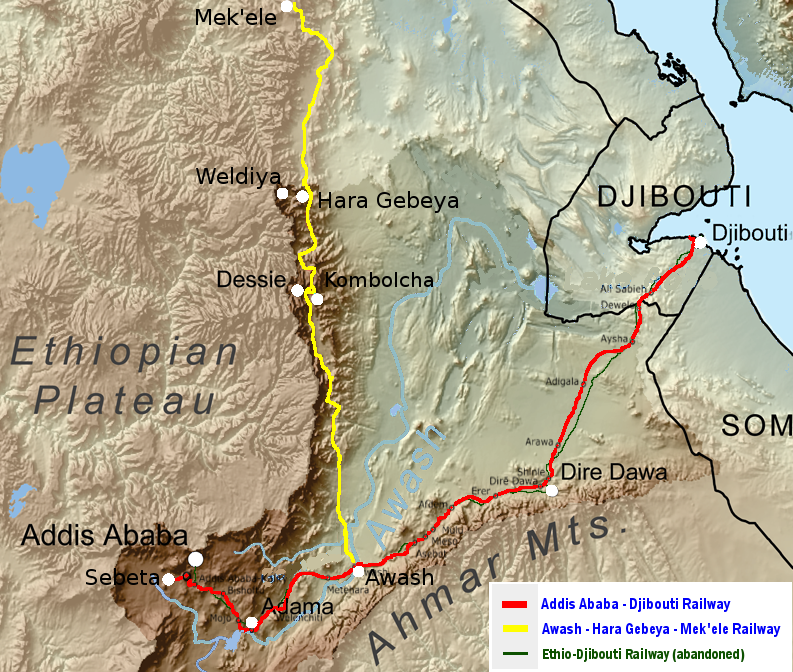
Etiopiska järnvägsnätet 2018.

Etiopiens järnvägsnät har byggts ut sedan i början av 1900-talet. Etiopien har närmare 1457 km järnväg, varav 154 kilometer är elektrifierad. Järnvägarna är utbyggda i de östra och södra delarna av landet (och inte alls i de västra och norra delarna av landet).
I öst finns sträckan Addis Abeba-Djibouti och i syd finns sträckan Addis Abeba-Awasa.
Stationer: (Sträckan Addis Abeba-Awasa) Syd sträckan är 270 km lång.
- Addis Abeba Station
- Debra Ziet
- Nazret
- Arsela
- Shashemene
- Awasa

Stationer: (Sträckan Addis Abeba-Djibouti City) Öst sträckan är 651 km lång.
- Addis Abeba Station
- Debra Ziet
- Nazret
- Herdim
- Hirna
- Dire Dawa Station
- Aysha
- Djibouti City Station

De kvarstående 536 km järnväg är byggd söder Awasa. Den järnvägslinjen sträcker sig till Marsabit i Kenya. Tanken är att järnvägen ska nå huvudstaden Nairobi i framtiden så att sträckan Addis Abeba-Awasa förlängs till Addis Abeba-Nairobi. Ungefär 420 km järnväg behövs att byggas från staden Marsabit till Nairobi innan järnvägslinjen Addis Abeba-Nairobi kan öppnas. För tillfället är järnvägarna söder om Awasa inte öppna för passagerartrafik.